# صامويل كاستييخو
صامويل كاستييخو أزواغا (بالإسبانية: Samuel Castillejo Azuaga) (مواليد 18 يناير 1995) هو لاعب كرة قدم إسباني يجيد اللعب في مركز الجناح الأيسر, ويلعب أيضًا كجناح أيمن، ويلعب حاليًا لنادي فالنسيا الإسباني.

## بطولات وإنجازات اللاعب

### فياريال
- كأس الإمارات: 2015 - المركز الثاني.

## روابط خارجية
- صامويل كاستييخو على موقع قاعدة بيانات كرة القدم.إي يو (الإنجليزية)
- صامويل كاستييخو على موقع ليكيب (الفرنسية)
- صامويل كاستييخو على موقع Soccerbase.com (لاعب) (الإنجليزية)
- صامويل كاستييخو على موقع Soccerway.com (الإنجليزية)
- صامويل كاستييخو على موقع عالم كرة القدم.نت (الإنجليزية)
- صامويل كاستييخو على موقع AS.com (الإسبانية)
- Samu Castillejo